# Byblis (dierengeslacht)
Byblis is een geslacht van vlokreeften uit de familie van de Ampeliscidae. De wetenschappelijke naam van het geslacht is voor het eerst geldig gepubliceerd in 1871 door Jonas Axel Boeck.
De soorten uit dit geslacht komen voor in diep zeewater. Ze leven vooral op de continentale helling tussen 200 en 2000 meter diepte. Ze komen over de hele wereld voor, van de Noordelijke IJszee tot Antarctica.

## Soorten
Dit geslacht omvat volgende geldige soorten:
- Byblis abyssi G.O. Sars, 1879
- Byblis affinis Sars, 1879
- Byblis albatrossae J.L. Barnard, 1967
- Byblis ampelisciformis J.L. Barnard, 1967
- Byblis angustifrons Ren, 2006
- Byblis antarctica Schellenberg, 1931
- Byblis arcticus Just, 1970
- Byblis bandasetus Ren, 2006
- Byblis barbarensis J.L. Barnard, 1960
- Byblis bathyalis J.L. Barnard, 1966
- Byblis bega Lowry & Poore, 1985
- Byblis bidentatus Ren, 1998
- Byblis bjornbergae Valério-Berardo, 2008
- Byblis brachycephala Mills, 1971
- Byblis brachyura Margulis, 1968
- Byblis breviarticulate Ren, 2006
- Byblis brevirama Dickinson, 1983
- Byblis caecus Dang & Le, 2013
- Byblis calisto Imbach, 1969
- Byblis ceylonica J.L. Barnard, 1961
- Byblis coeca Margulis, 1967
- Byblis crassicornis Metzger, 1875
- Byblis crenulata Pirlot, 1936
- Byblis cubensis (Ortiz & Gómez, 1979)
- Byblis daleyi (Giles, 1890)
- Byblis erythrops Sars, 1883
- Byblis febris Imbach, 1969
- Byblis frigidus Coyle & Highsmith, 1989
- Byblis gaimardii (Kröyer, 1846)
- Byblis gerara Lowry & Poore, 1985
- Byblis gloriosae Ledoyer, 1983
- Byblis guernei Chevreux, 1887
- Byblis huanghaiensis Ren, 2006
- Byblis inaequicornis Ledoyer, 1986
- Byblis io Imbach, 1969
- Byblis japonicus Dahl, 1944
- Byblis kallarthra Stebbing, 1886
- Byblis laterocostatus Ren, 2006
- Byblis lepta (Giles, 1888)
- Byblis levis Myers, 2012
- Byblis limus Ren, 2006
- Byblis longicornis Sars, 1895
- Byblis longiflagelis Dickinson, 1983
- Byblis longispina Dickinson, 1983
- Byblis medialis Mills, 1971
- Byblis mildura Lowry & Poore, 1985
- Byblis millsi Dickinson, 1983
- Byblis minuitus Ren, 2006
- Byblis minuticornis Sars, 1879
- Byblis mucronata pirlot, 1936
- Byblis mulleni Dickinson, 1983
- Byblis nana Margulis, 1967
- Byblis nanshaensis Ren, 1998
- Byblis orientalis J.L. Barnard, 1967
- Byblis ovatocornutus Ren, 2006
- Byblis pearcyi Dickinson, 1983
- Byblis pilosa Imbach, 1969
- Byblis pirloti Margulis, 1968
- Byblis plumosa Margulis, 1968
- Byblis rhinoceros Pirlot, 1936
- Byblis robustus Coyle & Highsmith, 1989
- Byblis securiger (K.H. Barnard, 1931)
- Byblis serrata S.I. Smith, 1873
- Byblis setosus Kudrjaschov, 1965
- Byblis similis Ren, 2006
- Byblis spinicaudatus Ren, 2006
- Byblis subantarctica Schellenberg, 1931
- Byblis tannerensis J.L. Barnard, 1966
- Byblis teres J.L. Barnard, 1967
- Byblis thyabilis J.L. Barnard, 1971
- Byblis tinamba Lowry & Poore, 1985
- Byblis typhlotes Ren, 2006
- Byblis veleronis J.L. Barnard, 1954
- Byblis verae Margulis, 1968
- Byblis vitjazi Margulis, 1967